# (14633) 1998 VY34
1998 في واي 34 (ويعرف أيضًا باسم (14633) 1998 في واي 34 وفق تسمية الكوكب الصغير) (بالإنجليزية: 1998 VY34)‏ هو كويكب ضمن حزام الكويكبات؛ وترتيبه 14633 من حيث الاكتشاف.
اكتُشف هذا الجُرم الفلكي بواسطة هيروشي كانيدا في 12 نوفمبر 1998.

## وصلات خارجية
- (14633) 1998 VY34 في قاعدة بيانات مختبر الدفع النفاث لأجرام النظام الشمسي الصغيرة

- الاكتشاف · مخطط المدار ·  العناصر المدارية · المعلمات المادية

- (14633) 1998 VY34 على موقع ويكي سكاي: DSS2, SDSS, GALEX, IRAS, Hydrogen α, X-Ray, Astrophoto, Sky Map, Articles and images